# Svend Bøgh
Svend Bøgh (født 29. juli 1886 i Tranekær, død 22. oktober 1979 i Fredensborg) var en dansk præst.
Søn af godsinspektør Otto Bøgh (1846-1910) og hustru Eleonore Bøgh, f. Møller (1849-1930). Bror til rektor Frederik Bøgh (1880-1967) og til missionæren Eli Bøgh (1893-1981). Gift 1916 med Else Mørkeberg (1894-1947).
Svend Bøgh voksede op i et hjem, som var præget af en meget dybfølt kristendom. Efter at være blevet student i 1906 begyndte han at læse teologi og blev cand.theol. i 1913. 1913-16 fungerede han som hjælpepræst ved Frederiksberg Kirke og 1916-20 var han sognepræst i Vorgod og Fjelstervang.
Han var 1920-25 sekretær i KFUM's centralforening i København og generalsekretær for KFUM og KFUK i Danmark 1925-32.
1932 blev han residerende kapellan ved Frihavnskirken og 1937 sognepræst ved Mariendals Kirke på Frederiksberg.
1946-58 var han klosterpræst ved Vemmetofte adelige Jomfrukloster.
Svend Bøgh var gennem en årrække medlem af bestyrelsen for Kristeligt Dagblad og var i den forbindelse formand for et ansættelsesudvalg, som i 1936 på hans initiativ rekrutterede den uhyre karismatiske og dygtige Gunnar Helweg-Larsen som ny chefredaktør, hvilket indvarslede en blomstringstid for avisen, som indtil da havde lagt mere vægt på de teologiske end på journalistiske kvalifikationer hos medarbejderne. 
I sine pensionistår var Svend Bøgh meget engageret i opførelsen af selvbyggerkirken Bistrup Kirke i Bistrup ved Birkerød, hvor han var bosat på daværende tidspunkt.